# Droga N6 (Luksemburg)

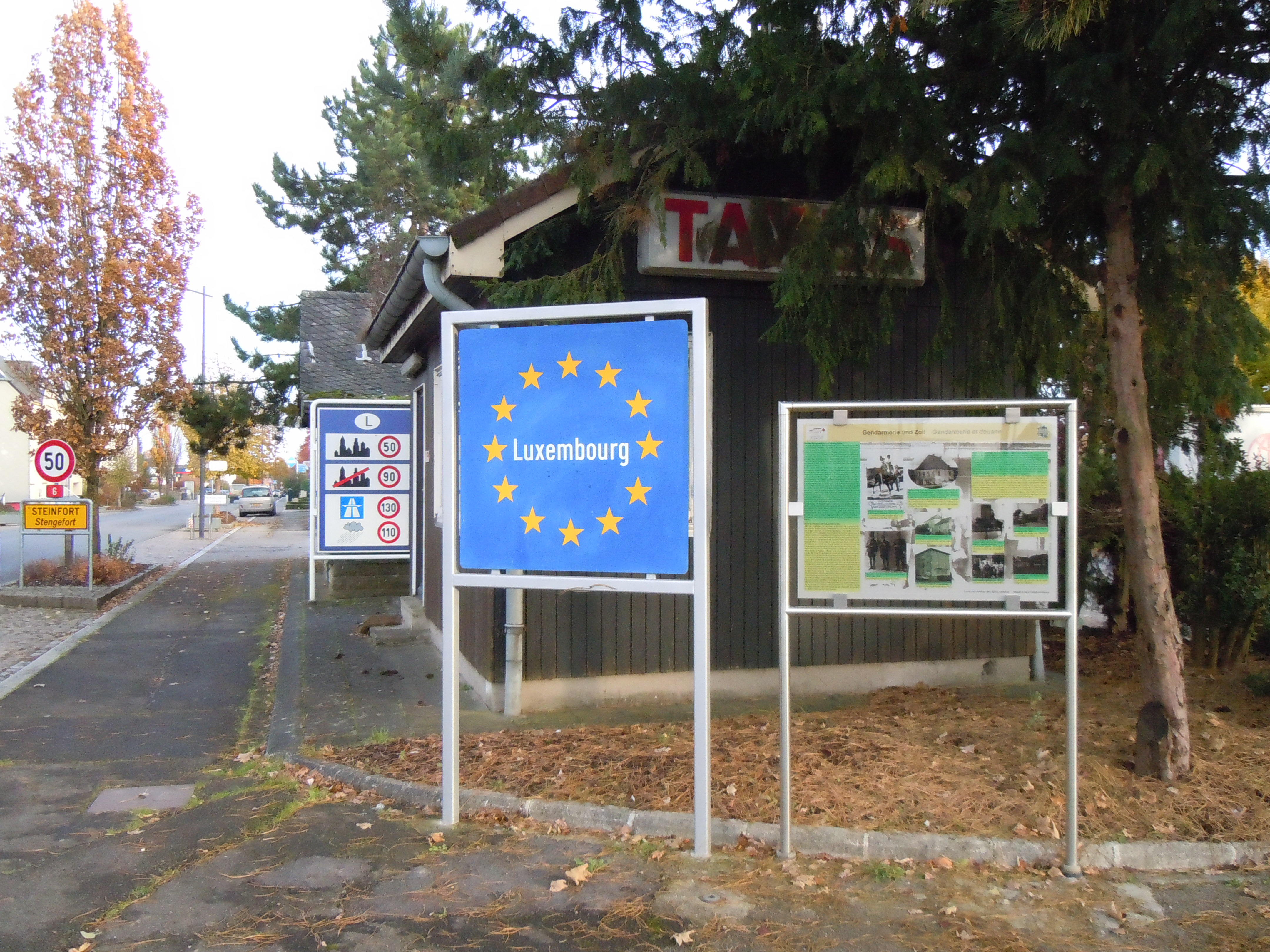
Punkt końcowy na granicy z Belgią w Steinfort

Droga krajowa N6 (luks. Nationalstrooss 6), nazywana także we fr. Route d'Arlon – jedna z dróg krajowych w Luksemburgu. Łączy stolicę państwa (Luksemburg) z granicą belgijsko-luksemburską w Steinfort.

## Trasy europejskie
Do lat 80. droga leżała w ciągu trasy E9.

## Miejscowości leżące w ciągu N6
- Luksemburg
- Strassen
- Mamer
- Koerich
- Capellen
- Steinfort